# 송성준
대한민국의 SBS의 부산지국 의 부산 경남(울산 제외) 소속 기자이다.

## 학력
- 부산대학교 경제학과 학사
- 부산대학교 대학원 경제학과 석사

## 경력
항도일보(이후 부산매일신문으로 개칭, 1998년 폐업)에 입사해 서울 정치부에서 3년간 국회와 정당출입 기자로 일했고 사회부에서 6년간 취재기자로 활동하다가 1996년 2월에 현재의 SBS로 옮겨 보도국 전국부 부산지국 팀장으로 근무하다가 현재는 다시 평기자로 근무 중이다.

## 수상
- 부산 민주언론시민연합이 선정하는 2017년 부산 민주언론상 수상[1]

## 저서
- 진보와 대화하기(김석준 저자, 김외숙 변호사과 함께 취재, 3명 공저 중 2명 중 1명이 취재함)